# Сілвія Пфейфер
Сілвія Ескобар Пфейфер (24 лютого 1958 , Порту-Алегрі ) — бразильська акторка та топ-модель.

## Біографія
Народилася 1958 року на півдні Бразилії, у місті на березі Атлантичного океану. У 14 років, не закінчивши школу, переїхала до Ріо-де-Жанейро, де потрапила в модельний бізнес. Модні будинки Коко Шанель, Джорджіо Армані та Крістіана Діора запрошують бразильську модель. 
На якомусь етапі Пфайфер пішла з модельного бізнесу. Вона бере уроки театрального мистецтва і за два роки знімається у першому фільмі.
1983 року Сілвія Пфайфер одружилася з бізнесменом Нельсоном Шаммою Фільу. Народила синів Ніколаша та Емануела.

## Кінокар'єра
У 1990 році Пфейфер одночасно знімалася в мінісеріалі «Убоге життя» і виконувала роль у 173-серійній теленовелі «Моє кохання, мій смуток» (Ісадора Вентуріні). У 1993 році отримала головну роль Летісії в телесеріалі «Тропіканка». Потім знімалася в серіалі «Фатальна спадщина» (1996, Лея Медзенга), що полюбився акторці. У серіалі «Вавилонська вежа» втілювала лесбійку Лейлу Сампайу, що викликало певний шок у рекламодавців, які злякалися бойкоту частини консервативно налаштованих громадян. Наприкінці 1999 року акторка знімається у серіалі «Уга Уга» в ролі Вікторії. Після виходу на екрани ця теленовела міцно посідала перше місце у рейтингу бразильських фільмів. Популярний в Україні телесеріал «Клон» (2001) відомий у тому числі роллю Сініри, яку виконувала Сілвія Пфайфер.

### Телесеріали
| Рік  | Назва                            | Роль                                 | Примітки                                                |
| ---- | -------------------------------- | ------------------------------------ | ------------------------------------------------------- |
| 1987 | Sassaricando                     | Model                                | Епізод: «November 9, 1987»                              |
| 1990 | Boca do Lixo                     | Cláudia Toledo                       |                                                         |
| 1990 | Моє кохання, мій смуток          | Isadora Venturini                    |                                                         |
| 1991 | Os Trapalhões                    | Marina da Glória                     | Special participation                                   |
| 1992 | Perigosas Peruas                 | Leda Vallenari                       |                                                         |
| 1992 | Você Decide                      | Maria Rita                           | Епізод: «O Sonho Dourado»                               |
| 1993 | Você Decide                      | Sandra                               | Епізод: «A Sangue Frio»                                 |
| 1994 | Você Decide                      |                                      | Епізод: «Cinderela»                                     |
| 1994 | Confissões de Adolescente        | Tatiana                              | Епізоди: «Essa Tal de Virgindade» / «Ainda Não!»        |
| 1994 | Тропіканка                       | Letícia Velásquez                    |                                                         |
| 1995 | Você Decide                      |                                      | Епізод: «Intermezzo»                                    |
| 1995 | Malhação                         | Paula Pratta                         | Season 1                                                |
| 1996 | Фатальна спадщина                | Léia Mezenga                         |                                                         |
| 1998 | Você Decide                      |                                      | Епізод: «Das Duas Uma»                                  |
| 1998 | Вавилонська вежа                 | Лейлу Сампаю, лесбійка               |                                                         |
| 1999 | Mulher                           | Sônia de Oliveira Schneider          | Епізод: «Mãe Menina»                                    |
| 2000 | Uga-Uga                          | Vitória Arruda Prado                 |                                                         |
| 2001 | Клон                             | Сініра Дантас                        | Особлива участь                                         |
| 2002 | Desejos de Mulher                | Virgínia                             |                                                         |
| 2002 | Os Normais                       | Selma                                | Епізод: «Acordando Normalmente»                         |
| 2003 | Kubanacan                        | Amanda                               | Епізоди: «July 22–August 16, 2003»                      |
| 2003 | Celebridade                      | Solange Sá                           | Епізоди: «October 14–23, 2003»                          |
| 2004 | Inspector Max                    | Márcia Quintanilha                   | Епізод: «O Soneto Mortal»                               |
| 2004 | Maré Alta                        | passing the vessel                   | Special participation                                   |
| 2004 | Linha Direta                     | Edina Poni Melo Viana                | Епізод: «Crime das Irmãs Poni»                          |
| 2005 | A Diarista                       | Júlia                                | Епізод: «Aquele da Cafeína»                             |
| 2006 | A Diarista                       | Teresa                               | Епізод: «Marinete Não Chega!» Епізод: «Aquele da Chuva» |
| 2006 | Pé na Jaca                       | Maria Clara Botelho Bulhões Nozchese |                                                         |
| 2008 | Casos e Acasos                   | Ana Paula Gueiros                    | Епізод: «Ele é Ela, Ela é Ele e Ela ou Eu»              |
| 2009 | Bela, a Feia                     | Vera Ávila                           |                                                         |
| 2012 | Corações Feridos                 | Cacilda Varela de Almeida            | Special participation                                   |
| 2012 | Malhação: Intensa como a Vida    | Marta Menezes                        | Season 20                                               |
| 2014 | Alto Astral                      | Úrsula Barbosa                       |                                                         |
| 2015 | Totalmente Demais                | Herself                              | Епізоди: «December 22–24, 2015»                         |
| 2017 | Ouro Verde                       | Monica Ferreira da Fonseca           | In Portugal on the TVI channel                          |
| 2018 | Que Marravilha — Aula de Cozinha | Participant                          | GNT Reality show                                        |